# 泰格德
泰格德（英語：Tigard，/ˈtaɪɡərd/）是一個位在美国俄勒冈州華盛頓縣的城市。

## 外部連結
- Entry for Tigard （页面存档备份，存于），奧勒岡州藍皮書（英语：Oregon Blue Book）
- 奧勒岡州百科全書網站 （页面存档备份，存于）
- A More Extensive History of Tigard （页面存档备份，存于）